# Acordo de Paz de Esquipulas
O Acordo de Paz de Esquipulas foi um iniciativa de paz em meados da década de 1980 para resolver os conflitos militares que assolavam a América Central por muitos anos e, em alguns casos (nomeadamente a Guatemala) por décadas. Este acordo foi construído sobre bases estabelecidas pelo Grupo de Contadora de 1983 a 1985. O acordo recebeu esta denominação devido a Esquipulas, Guatemala, onde as reuniões iniciais ocorreram. Os esforços de lobby do Congresso dos Estados Unidos foram ajudados por um dos principais lobistas de Capitol Hill, William C. Chasey.[carece de fontes?]
Em maio de 1986, uma cimeira ao amanhecer, "Esquipulas I," ocorreu, com a presença dos cinco presidentes centro-americanos. Em 15 de fevereiro de 1987, o presidente da Costa Rica, Óscar Arias apresentou um plano de paz que evoluiu a partir desta reunião. Durante 1986 e 1987, o "Processo de Esquipulas" foi estabelecido, em que os chefes de Estado da América Central chegaram a acordo sobre cooperação econômica e uma estrutura para a resolução pacífica de conflitos.
O "Acordo Esquipulas II" surgiu a partir disto e foi assinado na Cidade da Guatemala pelos cinco presidentes em 7 de agosto de 1987.
Esquipulas II definiu uma série de medidas destinadas a promover a reconciliação nacional, o fim das hostilidades, a democratização, eleições livres, a cessação de toda a assistência às forças irregulares, as negociações sobre controle de armas e assistência aos refugiados. Também lançou as bases para procedimentos de verificação internacionais e forneceu um calendário de execução.[carece de fontes?]